# Пантин (річка)
Пантин — річка в Україні, в межах Сторожинецького району Чернівецької області. Ліва притока Малого Серету (басейн Дунаю). 

## Опис
Довжина 10 км, площа водозбірного басейну 31,6 км². Похил річки 18 м/км. Річка типово гірська — з вузькою і глибокою долиною, кам'янистим дном та численними перекатами; у пониззі долина розширюється, з'являється заплава. У пригловій частині впродовж бл. 2 км тече долиною Малого Серету. Річище слабозвивисте. 

## Розташування
Пантин бере початок на захід від центральної частини села Банилів-Підгірний, неподалік від південної околиці села Мигове, між залісненими горами Покутсько-Буковинських Карпат. Тече переважно на схід. Впадає до Малого Серету між східною околицею села Банилів-Підгірний та селом Давидівка. 